# New York Dragons
New York Dragons era um time profissional de Futebol Americano, eles tinham como sede a Arena Football League formado em 1995 como Iowa Barnstormers. Em 2001, foram realocados para Nova Iorque. Jogaram na Divisão Leste da liga nacional.